# فویل (ترانه)
«فویل» (به انگلیسی: Foil) ترانه‌ای از موسیقی‌دان آمریکایی ویرد ال یانکوویچ برای چهاردهمین آلبوم استودیویی خود، سرگرم‌کننده اجباری (۲۰۱۴) است. این ترانه یک نقیضه از تک‌آهنگ «سلطنتی‌ها» اثر لرد است. «فویل» بررسی‌های مثبتی از منتقدان موسیقی دریافت کرد و به رتبه سه در آهنگ‌های دیجیتال کمدی بیلبورد رسید.